# François Négret
François Négret est un acteur français, né à Versailles le 15 octobre 1966.

## Biographie
Remarqué en 1987 dans Au revoir les enfants, de Louis Malle, il obtient l'année suivante son premier grand rôle dans De bruit et de fureur, de Jean-Claude Brisseau. Il enchaîne ensuite les apparitions à l'écran, en se spécialisant dans les rôles de personnages tourmentés. Il obtient le Prix Michel-Simon en 1989. Il tient en 1990 la vedette du film Plein fer, réalisé par Josée Dayan. Il continue ensuite sa carrière au cinéma et à la télévision. Depuis 2014, il dirige un spectacle hybride mêlant la poésie, la musique et les langues. 

## Filmographie
- 1986 : Conseil de famille de Costa-Gavras
- 1986 : Mauvais Sang de Leos Carax
- 1986 : La Vie des Botes (TV) de Jean Chalopin (réalisateur)
- 1987 : La Pension de Lionel Kopp et Marc Cadieux
- 1987 : Au revoir les enfants de Louis Malle
- 1988 : Jours de vagues d'Alain Tasma : Olivier
- 1988 : De bruit et de fureur : Jean-Roger
- 1988 : Snack Bar Budapest de Tinto Brass
- 1989 : Marat (TV) : Marat jeune
- 1989 : Noce blanche : Carpentier
- 1990 : Mister Frost : Christopher Kovac
- 1990 : Plein fer : Jean
- 1990 : Alcyon (TV) : Fabien
- 1991 : Red Fox (feuilleton TV) : Louis
- 1991 : Nuit et Jour de Chantal Akerman : Joseph
- 1991 : Le Gang des tractions (feuilleton TV)
- 1992 : Les Paroles invisibles
- 1992 : Diên Biên Phu  de Pierre Schoendoerffer
- 1993 : La Légende : Ruby
- 1994 : Néfertiti, la fille du soleil : Akhenaton
- 1994 : Le Petit rouge : Jonas
- 1994 : Des feux mal éteints : Seb
- 1994 : Mort d'un gardien de la paix (TV) : Pascal Fabre
- 1994 : Le Bel horizon (TV) : Stéphane
- 1995 : La Rivière Espérance (feuilleton TV) : Jacques Malaurie
- 1996 : Pêcheur d'Islande (TV) : Charlot
- 1996 : La Rançon du chien (TV) : César
- 1997 : Hantises de Michel Ferry : Vincent
- 1997 : Un homme en colère (série TV) : Simon (1997-1999)
- 1999 : Prise au piège (TV) : Daniel
- 1999 : Jésus (TV) : Jean-Baptiste
- 1999 : Les Coquelicots sont revenus (TV) : Toni
- 2000 : Les Misérables de Josée Dayan (feuilleton TV) : Claquesous
- 2002 : Jean Moulin (TV) de Yves Boisset : Lunel
- 2002 : Les Diables de Christophe Ruggia
- 2003 : Des voix alentour : Jean
- 2005 : Déserts de Eric Nivot
- 2005 : Caché de Michael Haneke
- 2006 : Komma de Martine Doyen
- 2006 : C'est beau une ville la nuit de Richard Bohringer
- 2006 : Les Anges exterminateurs de Jean-Claude Brisseau
- 2007 : La France de Serge Bozon
- 2008 : Marie-Octobre (TV) de Josée Dayan
- 2009 : Les Regrets de Cédric Kahn : Antoine
- 2010 : L'Arbre et la Forêt d'Olivier Ducastel et Jacques Martineau : Guillaume
- 2010 : Les Mains libres de Brigitte Sy
- 2010 : Un flic (TV 1 épisode) de Patrick Dewolf
- 2010 : Les Nuits de Sister Welsh de Jean-Claude Janer : Paul
- 2011 : Dans la tourmente de Christophe Ruggia
- 2012 : Ça ne peut pas continuer comme ça (TV) de Dominique Cabrera
- 2013 : La Religieuse de Guillaume Nicloux
- 2013 : Tip Top de Serge Bozon
- 2015 : L'Astragale de Brigitte Sy
- 2015 : Graziella de Mehdi Charef
- 2015 : Braquo (TV Saison 4)
- 2016 : Capitaine Marleau (1 épisode) de Josée Dayan
- 2017 : Dernières Nouvelles du monde de François Prodromidès : Frère Antoine
- 2017 : Madame Hyde de Serge Bozon
- 2018 : Les Confins du monde de Guillaume Nicloux
- 2018 : Amin de Philippe Faucon
- 2018 : Les Estivants de Valeria Bruni Tedeschi : Jean-Pierre
- 2020 : Vampires (TV) de Vladimir de Fontenay
- 2022 : L'Envol de Pietro Marcello : Fernand
- 2023 : Fifi de Jeanne Aslan et Paul Scintillan
- 2023 : Jíkuri de Federico Cecchetti : Antonin Artaud

## Théâtre
- 2006 : Le Nageur d'un seul amour de Georges Schéhadé, MES Lara Brühl
- 2007 : Premier amour de Samuel Beckett, MES Moni Grégo
- 2017 :  Rouge est la couleur de François Négret avec Guénaël Dumur
- 2017 : Simili de Jeanne Cremer
- 2014 - 2023 : Flêche La Chair - spectacle littéraire, érotique, hypnotique et musical